# Bonita Springs
Bonita Springs är en stad (city) i Lee County, i delstaten Florida, USA. Enligt United States Census Bureau har staden en folkmängd på 44 816 invånare (2011) och en landarea på 100 km².